# Juan Verde
Juan Verde Suárez (Telde, 7 luglio 1971) è un funzionario e imprenditore statunitense che ha lavorato in numerose campagne elettorali e presidenziali negli Stati Uniti: Senatore Kennedy,  Presidente Bill Clinton, Vice Presidente Al Gore, Senatore John Kerry e il Segretario di Stato Hillary Clinton, oltre a ricoprire il ruolo di co presidente per il voto all’estero per la campagna di rielezione di Barack Obama nel 2012..
Verde, oltre ad aver disegnato e implementato la strategia per mobilitare al voto milioni di cittadini americani residenti fuori degli USA, è stato advisor del Presidente Obama per il commercio Internazionale, per il voto dei cittadini di origine ispanica e su numerose questioni relative alla sostenibilità.
Verde fu altresì nominato dal Presidente Obama come delegato per l’Europa e l’Eurasia nel dipartimento americano per il commercio, ricoprendo il ruolo fino al 2011.
Come Senior Partner della società di consulenza americana Mapa Group, Verde ha assistito governi e aziende su tematiche relative all’espansione dei mercati, strategia e sostenibilità.
Membro di numerosi advisory board, tra cui l’International Advisory Committee del Governo Lituano e il Board of Directors della Kennedy School of Government presso l’Università di Harvard, in ambito aziendale è stato membro del Board of Directors di Abengoa Bioenergy S.A., azienda biotech che opera a livello mondiale nel campo dell’etanolo, Banco Santander N.A. filiale americana della gruppo finanziario spagnolo, e di Andina Energy Corp, global company specializzata in servizi energetici.

## Vita personale e studi
Verde nasce a Telde, Gran Canaria (Spagna) il 7 luglio 1971. Laureato in Scienze Politiche e Relazioni Internazionali presso l’Università di Boston e poi conseguito un Master in Public Administration presso la Kennedy School of Government dell’Harvard University.
Ha completato gli studi post-universitari presso la Georgetown University e la Tufts University. Verde è stato inoltre fellow del Congressional Hispanic Caucus.

### Carriera
La sua carriera inizia come assistente per il commercio e gli aspetti legislativi presso l’ufficio del Sindaco di Boston e il Boston City Council per poi, in seguito, ricoprire la carica di Advisor politico economico per il Sindaco di Boston Ray Flynn.  Ha lavorato in seguito come coordinatore dell’ufficio per il commercio internazionale presso il Dipartimento per il Commercio durante l’amministrazione Clinton. È stato Direttore per l’America Latina e la penisola Iberica del CEB – Corporate Executive Board e consulente di numerosi manager e leader politici negli Stati Uniti e in America Latina.
Durante l’amministrazione Obama, Juan Verde è stato vice-segretario aggiunto per l'Europa e l'Eurasia presso il Dipartimento del Commercio degli Stati Uniti.
Mentre ricopriva questa posizione alla Casa Bianca, ha gestito per il Dipartimento la risoluzione di problematiche relative ad aspetti di politiche commerciali e allo sviluppo in mercati esteri a supporto delle aziende statunitensi.
È stato anche responsabile dello sviluppo di politiche e programmi per favorire le relazioni economiche e commerciali con 52 paesi europei ed euroasiatici.
Un altro importante risultato della sua carriera è rappresentato dalla costituzione dell’American Chamber of Commerce nelle Isole Canarie, ricoprendo anche il ruolo di Presidente, così come quello di Advisor per il commercio estero nel Dipartimento del Commercio durante il secondo mandato della presidenza Clinton.
Nell’Ottobre 2011, Verde è stato parte della campagna per la rielezione del Presidente Barack Obama come International Co-chair.

## Promozione degli scambi commerciali tra USA ed Europa
Il 17 Maggio 2011, il vice segretario aggiunto Verde ha preso parte alla delegazione -  guidata da Geoffrey R. Pyatt, vicesegretario per gli affari dell’Asia centro meridionale per il Dipartimento di Stato -  che si è recata ad Ashgabat in Turkmenistan. Il viaggio ha coinvolto oltre 50 imprese americane aventi interesse economico-commerciali in Turkmenistan, illustrando i propri prodotti e servizi ai rappresentanti del governo del Turkmenistan.

## Aziende
- Public Administration Solutions (PASS): Fondatore ed ex Presidente
- Abengoa Bioenergia: Consigliere vocale nel Comitato per le nomine e la rinumerazione e nella Commissione delle nuove tecnologie